# Anna Kubicka
Anna Kubicka (ur. 8 czerwca 1999 w Gliwicach) – polska szachistka, mistrzyni międzynarodowa od 2018 roku.

## Kariera szachowa
Zasady gry w szachy poznała w wieku 6 lat. W 2006 r. zdobyła w Rybniku brązowy medal mistrzostw Polski przedszkolaków. Wielokrotnie brała udział w finałach mistrzostw Polski juniorek w różnych kategoriach wiekowych. W 2013 r. zdobyła w Olsztynie złoty medal mistrzostw Polski juniorek do 14 lat w szachach szybkich. W 2015 r. odniosła największy sukces w dotychczasowej karierze, zdobywając w Karpaczu złoty medal mistrzostw Polski juniorek do 16 lat w szachach klasycznych. Dwukrotnie brała udział w mistrzostwach Europy juniorek: w 2012 r. w Pradze i w 2013 r. w Budvie.  W 2015 zdobyła brązowy medal (wspólnie z Alicją Śliwicką) w Drużynowych Mistrzostwach Europy Juniorek.
Najwyższy ranking w dotychczasowej karierze osiągnęła 1 sierpnia 2015 r., z wynikiem 2226 punktów zajmowała wówczas 17. miejsce wśród polskich szachistek.